# Daniel Speer
Daniel Speer (Breslau avui Wrocław, Polònia, 2 de juliol de 1636 - Göppingen, Alemanya, 5 d'octubre de 1707) fou un compositor alemany.
Fou cantor a Göppingen i Waiblingen. Va escriure importants tractats de teoria musical i la manera de tocar els instruments del seu temps.

## Obres
- Evangelische Seelengedanken;
- Càntics sagrats a 5 veus amb acompanyament de violins i baix (1681);
- Recens fabricatus labor oder die lustige Tafelmusik mit 3 Vokal und 4 Instrumentalstimmen
- Cants profans (1686);
- un llibre de corals (1692);
- Jubilum coeleste (1692);
- Philomele angelica, motets (1693);
- La Sonata per a trompeta i tres sacabutxos;
- la Sonata per a tres sacabutxos;
- la Sonata per a quatre sacabutxos;
- la Sonata per a dues trompetes i tres sacabutxos mostren el seu mestratge a compondre per als instruments de metall.

A més se li deu Grundichliger Kurtz, leicht und nötiger Unterricht der musikalischen Kunst (1687).